# 菩薩戒 (電影)
《菩薩戒》是一部1993年的臺灣古裝鬼怪片，由趙鷺江導演，張敏、午馬以及鄭浩南領銜主演。這部電影的香港片名《菩提幽魂》更廣為人知。

## 劇情簡介
西域邪道大宏教主夫妻和當地一惡吏典史大人合作以人血餵養邪胎血童，欲令其出世後可統治天下。大悲寺的主持為對抗血童，尋回千年神木並找人雕刻菩薩像。為尋找童男童女，典史帶領一行人夜闖少女李湘華家中，殺光其家人並將她強暴。後來，湘華於靑樓再遇典史，復仇不果反被他摔下樓，正好落於封雲亭載運之神木上。氣絕而亡後，魂魄藏在神木中。雲亭動手雕刻神木發現刀不能入，且怪事連連。遊方高僧弗得助他施法驅鬼，卻失手令湘華鬼魂附入雲亭體內。湘華藉機要雲亭助她向典史復仇，不料典史放出一個「見人殺人，見鬼殺鬼」的法輪成功保住性命。另一方面，血童即將出世，雕刻菩薩像的任務迫在眉睫，而且消滅血童還需要得到高僧的舍利子。

## 演員
- 張敏 飾 李湘華
- 午馬 飾 弗得
- 鄭浩南 飾 封雲亭
- 劉洵 飾 大宏教主
- 王玉環 飾 大宏教主之妻
- 龍方 飾 典史大人

## 影音光碟
- VCD發行（香港）：美亞鐳射（語言：國語、粵語；字幕：英文、繁體中文）

## 外部連結
- 香港影庫上《菩薩戒》的資料（繁體中文）
- 互联网电影数据库（IMDb）上《菩薩戒》的资料（英文）
- 豆瓣电影上《菩薩戒》的資料 （简体中文）